# ペク・ミョンジ
ペク・ミョンジ（ハングル表記：백명지）は、大韓民国のKBS大邱放送総局所属のアナウンサー。1994年にKBSに入局した。地域独特の料理がある慶尚道、忠清道、全羅道の料理についての番組『料理紀行三道三味』（음식기행 3도 3미）の司会進行を務めた。